# Compositori classici
Lista di compositori del periodo classico (ca. 1730-1820), ordinati cronologicamente.
Fra i grandi nomi di questa epoca, nell'elenco in grassetto, spiccano Carl Philipp Emanuel Bach, Johann Stamitz, Franz Joseph Haydn, Johann Christian Bach, Antonio Salieri, Muzio Clementi, Wolfgang Amadeus Mozart e Luigi Boccherini. Compositori noti di transizione tra il periodo classico e il primo Romanticismo furono Ludwig van Beethoven e Franz Schubert.

## Compositori nati prima del 1710
- Nicolas Siret (1663-1754)
- Michele Mascitti (1664-1760)
- Johann Christoph Pepusch (1667-1752)
- Johann Nicolaus Bach (1669-1753)
- Giuseppe Avitrano (1670-1756)
- Louis de Caix d'Hervelois (1670-1760)
- Richard Leveridge (1670-1758)
- Tomaso Albinoni (1671-1751)
- Azzolino Bernardino della Ciaja (1671-1755)
- Georg Caspar Schürmann (1672/1673-1751)
- Pierre Dumage (1674-1751)
- Jacques-Martin Hotteterre (1674-1763)
- Giovanni Porta (1675-1755)
- Giacomo Facco (1676-1753)
- Wolff Jakob Lauffensteiner (1676-1754)
- Giuseppe Maria Orlandini (1676-1760)
- Giovanni Carlo Maria Clari (1677-1754)
- Ferdinando Antonio Lazzari (1678-1754)
- Giovanni Antonio Piani o Jean-Antoine Desplanes (1678-1760)
- Manuel de Zumaya (1678-1755)
- Antonio Lucio Vivaldi (1678-1741)
- Jean-Baptiste Stuck (1680-1755)
- Johann Mattheson (1681-1764)
- Georg Philipp Telemann (1681-1767)
- Giuseppe Valentini (1681-1753)
- Paolo Benedetto Bellinzani (1682-1757)
- Giacobbe Cervetto (1682-1783)
- Pietro Baldassare (n. 1683, m. dopo il 1768)
- Johann Christoph Graupner (1683-1760)
- Jean-Philippe Rameau (1683-1764)
- François d'Agincourt (1684-1758)
- François Bouvard (1684-1760)
- Francesco Durante (1684-1755)
- Francesco Manfredini (1684-1762)
- Johann Theodor Roemhildt (1684-1756)
- Johann Sebastian Bach (1685-1750)
- Giuseppe Matteo Alberti (1685-1751)
- Louis-Antoine Dornel (1685-1765)
- Georg Friedrich Händel (1685-1759)
- Wilhelm Hieronymus Pachelbel (1685-1764)
- Domenico Scarlatti (1685-1757)
- Nicola Porpora (1686-1768)
- Giovanni Battista Somis (1686-1763)
- Willem de Fesch (1687-1761)
- Francesco Geminiani (1687-1762)
- Johann Georg Pisendel (1687-1755)
- Johann Friedrich Fasch (1688-1758)
- Thomas Roseingrave (1688-1766)
- Jacques Aubert (1689-1753)
- Joseph Bodin de Boismortier (1689-1755)
- Pietro Gnocchi (1689-1775)
- Francesco Barsanti (1690-1772)
- Giuseppe Antonio Brescianello (1690-1758)
- Pierre-Gabriel Buffardin (1690-1768)
- Fortunato Chelleri (1690-1757)
- François Colin de Blamont (1690-1760)
- Giovanni Antonio Giai o Giay (1690-1764)
- Johann Tobias Krebs (1690-1762)
- Gottlieb Muffat (1690-1770)
- Jacques-Christophe Naudot (1690-1762)
- Manuel José de Quirós (1690?-1765)
- Francesco Maria Veracini (1690-1768)
- Francesco Feo (1691-1761)
- Ján Francisci-Rimavský (1691-1758)
- Conrad Friedrich Hurlebusch (1691-1765)
- Louis Francoeur (1692 circa-1745)
- Antonio Palella (1692-1761)
- Giovanni Alberto Ristori (1692-1753)
- Giuseppe Tartini (1692-1770)
- Unico Wilhelm van Wassenaer (1692-1766)
- Laurent Belissen (1693-1762)
- Gregor Joseph Werner (1693-1766)
- Louis-Claude Daquin (1694-1772)
- Johann Samuel Endler (1694-1762)
- Pierre-Claude Foucquet (1694-1772)
- Johan Helmich Roman (1694-1758)
- Johann Lorenz Bach (1695-1773)
- Pietro Antonio Locatelli (1695-1764)
- Marie-Anne-Catherine Quinault (1695-1791)
- Ernst Gottlieb Baron (1696-1760)
- Pierre Février (1696-1760)
- Maurice Greene (1696-1755)
- Johann Melchior Molter (1696-1765)
- Johann Caspar Vogler (1696-1763)
- Andrea Zani (1696-1757)
- Josse Boutmy (1697-1779)
- Cornelius Heinrich Dretzel (1697-1775)
- Adam Falckenhagen (1697-1754)
- Johann Christian Hertel (1697/1699-1754)
- Jean-Marie Leclair l'aîné (1697-1764)
- Giuseppe de Majo (1697-1771)
- Giovanni Benedetto Platti (1697-1763)
- Johann Pfeiffer (1697-1761)
- Johann Joachim Quantz (1697-1773)
- Francesco Antonio Vallotti (1697-1780)
- Pietro Auletta (1698-1771)
- Riccardo Broschi (1698-1756)
- François Francoeur (1698-1787)
- František Jiránek (1698-1778)
- Nicola Bonifacio Logroscino (1698-1764)
- Gaetano Maria Schiassi (1698-1754)
- Jean-Baptiste Forqueray le fils (1699-1782)
- Joseph Gibbs (1699-1788)
- Johann Adolf Hasse (1699-1783)
- Juan Francés de Iribarren (1699-1767)
- Jan Zach (1699-1773)
- Charles Dollé (fl. 1735-1755, m. dopo il 1755)
- Giovanni Giorgi (fl. 1719; d. 1762)
- Mlle Guédon de Presles (ca. 1700-1754)
- Michel Blavet (1700-1768)
- Sebastian Bodinus (1700-1759)
- Domenico Dall'Oglio (1700-1764)
- João Rodrigues Esteves (1700-1751)
- Nicola Fiorenza (n. dopo il 1700, m. 1764)
- Jean-Baptiste Masse (ca. 1700-ca. 1756)
- Giovanni Battista Sammartini (1700-1775)
- Johan Agrell (1701-1765)
- François Rebel (1701-1775)
- Alessandro Besozzi (1702-1775)
- Johann Ernst Eberlin (1702-1762)
- José de Nebra (1702-1768)
- Francisco António de Almeida (1702-1755)
- John Frederick Lampe (1703-1751)
- Johann Gottlieb Graun (ca. 1703-1771)
- Jean-Marie Leclair il Giovane le cadet (1703-1777)
- Carlo Zuccari (1703-1792)
- Carl Heinrich Graun (1704-1759)
- Giovanni Battista Pescetti (ca. 1704-ca. 1766)
- František Ignác Antonín Tůma (1704-1774)
- Nicolas Chédeville (1705-1782)
- Henri-Jacques de Croes (1705-1786)
- Michael Christian Festing (1705-1752)
- Louis-Gabriel Guillemain (1705-1770)
- Johann Peter Kellner (1705-1772)
- Joseph-Nicolas-Pancrace Royer (1705-1755)
- Andrea Bernasconi (ca. 1706-1784)
- Carlo Cecere (1706-1761)
- Baldassare Galuppi (1706-1785)
- William Hayes (1706-1777)
- Giovanni Battista Martini (1706-1784)
- Thomas Chilcot (1707-1766)
- Michel Corrette (1707-1795)
- Ignazio Gerusalemme (1707-1769)
- Jan Křtitel Jiří Neruda (ca. 1707-ca. 1780)
- Pietro Domenico Paradies (1707-1791)
- António Teixeira (1707-1769)
- Felix Benda (1708-1768)
- Egidio Romualdo Duni (1708-1775)
- Johann Gottlieb Janitsch (1708-1763)
- Václav Jan Kopřiva detto Urtica (1708-1789)
- Georg von Reutter figlio (1708-1772)
- Johann Adolph Scheibe (1708-1776)
- Francesco Araja (n. 1709, m. dopo il 1762)
- František Benda (1709-1786)
- Jean-Noël Hamal (1709-1778)
- Franz Xaver Richter (1709-1789)
- Christoph Schaffrath (1709-1763)
- Principessa Guglielmina di Prussia (1709-1758)
- Charles Avison (1709-1770)

## Compositori nati tra il 1710 e il 1729
- Giuseppe Clemente Dall'Abaco o Joseph Abaco (1710-1805)
- Domenico Alberti (1710-1740)
- Thomas Arne (1710-1778)
- Wilhelm Friedemann Bach (1710-1784)
- Carlo Graziani (ca. 1710-1787)
- Giuseppe Bonno (1711-1788)
- William Boyce (1711-1779)
- Gaetano Latilla (1711-1788)
- Ignaz Holzbauer (1711-1783)
- Davide Perez (1711-1778)
- Principessa Maria Barbara di Braganza (1711-1758)
- Jean-Joseph de Mondonville (1711-1772)
- Domingo Miguel Bernabé Terradellas (ca. 1711-1751)
- James Oswald (1711-1769)
- Federico II di Prussia il Grande (1712-1786)
- John Hebden (1712-1765)
- Jean-Jacques Rousseau (1712-1778)
- John Christopher Smith (1712-1795)
- John Stanley (1712-1786)
- Antoine Dauvergne (1713-1797)
- Johan Henrik Freithoff (1713-1767)
- Jean-Baptiste Canavas l'aîné o Giovanni Battista Canavasso (1713-1784)
- Luise Kulmus Gottsched (1713-1762)
- Johann Ludwig Krebs (1713-1780)
- Carl Philipp Emanuel Bach (1714-1788)
- Johan Daniel Berlin (1714-1787)
- Per Brant (1714-1767)
- Joseph Canavas o Giuseppe Canavasso (1714-1776)
- Christoph Willibald Gluck (1714-1787)
- Gottfried August Homilius (1714-1785)
- Niccolò Jommelli (1714-1774)
- Girolamo Abos (1715-1760)
- Pasquale Cafaro (1715/1716-1787)
- Johann Friedrich Doles (1715-1797)
- John Alcock (1715-1806)
- Jacques Duphly (1715-1789)
- Charles-Joseph van Helmont (1715-1790)
- James Nares (1715-1783)
- Georg Christoph Wagenseil (1715-1777)
- Josef Seger (1716-1782)
- Principessa Filippina Carlotta di Prussia (1716-1801)
- Matthias Georg Monn (1717-1750)
- Henrik Philip Johnsen (1717-1779)
- Antonio Maria Mazzoni (1717-1785)
- Johann Stamitz (1717-1757)
- Francesco Zappa (1717-1803)
- Richard Mudge (1718-1763)
- Wenzel Raimund Birck (1718-1763)
- Placidus von Camerloher (1718-1782)
- Nicola Conforto (1718-1793)
- Mlle Duval (n. 1718, m. dopo il 1775)
- Giuseppe Scarlatti (1718/1723-1777)
- Élisabeth de Haulteterre (fl. 1737-1768)
- Johan Nicolaas Lentz (ca. 1719-1782)
- Leopold Mozart (1719-1787)
- William Walond Sr. (1719-1768)
- Johann Friedrich Agricola (1720-1774)
- Johann Christoph Altnickol (1720-1759)
- Charles-Antoine Campion o Carlo Antonio Campioni (1720-1788)
- Gioacchino Cocchi (1720-1804)
- Pietro Denis (1720-1790)
- Bernhard Joachim Hagen (1720-1787)
- Adolf Karl Kunzen (1720-1781)
- Maria Teresa Agnesi Pinottini (1720-1795)
- Joan Baptista Pla (ca. 1720-1773)
- Quirino Gasparini (1721-1778)
- Pieter Hellendaal (1721-1799)
- Johann Philipp Kirnberger (1721-1783)
- John Garth (1721-1810)
- Sebastián de Albero (1722-1756)
- Johann Ernst Bach (1722-1777)
- Jiří Antonín Benda (1722-1795)
- Pietro Nardini (1722-1793)
- Karl Friedrich Abel (1723-1787)
- Christian Ernst Graf (1723-1804)
- Principessa Anna Amalia di Prussia (1723-1787)
- Giovanni Marco Rutini (1723-1797)
- Francesco Antonio Baldassare Uttini (1723-1795)
- Claude Balbastre (1724-1799)
- Giovanni Battista Cirri (1724-1808)
- Jan Adam Galina (1724-1773)
- Principessa Maria Antonia di Baviera, Elettrice di Sassonia (1724-1780)
- Ferdinando Bertoni (1725-1813)
- Rafael Antonio Castellanos (1725-1791)
- Domenico Fischietti (ca. 1725-ca. 1810)
- Antonio Lolli (1725-1802)
- Santa della Pietà (fl. 1725-1750, m. dopo il 1774)
- Johann Becker (1726-1803)
- Miss Davis (n. ca. 1726, m. dopo il 1755)
- Karl Kohaut (1726-1784)
- François-André Danican Philidor (1726-1795)
- Joseph Starzer (ca. 1726-1787)
- Joseph Anton Steffan o Josef Antonín Štěpán (1726-1797)
- Pasquale Anfossi (1727-1797)
- Pierre Montan Berton (1727-1780)
- Johann Gottlieb Goldberg (1727-1756)
- Friedrich Hartmann Graf (1727-1795)
- Henry Harington (1727-1816)
- Johann Wilhelm Hertel (1727-1789)
- François Martin (1727-1757)
- Tommaso Traetta (1727-1779)
- Armand-Louis Couperin (1727-1789)
- Franz Asplmayr (1728-1786)
- Pietro Alessandro Guglielmi (1728-1804)
- Johann Adam Hiller (1728-1804)
- Niccolò Piccinni (1728-1800)
- Johann Gottfried Müthel (1728-1788)
- Hermann Friedrich Raupach (1728-1778)
- Anton Cajetan Adlgasser (1729-1777)
- Florian Leopold Gassmann (1729-1774)
- Francesco Saverio Giai (1729-1801)
- Antoine Mahaut (ca. 1729-1785)
- Pierre Van Maldere (1729-1768)
- Pierre-Alexandre Monsigny (1729-1817)
- František Xaver Pokorný (1729-1794)
- Giuseppe Sarti (1729-1802)
- Antonio Soler (1729-1783)

## Compositori nati tra il 1730 e il 1749
- Capel Bond (1730-1790)
- Pasquale Errichelli (1730-1785)
- William Jackson (1730-1803)
- Antonín Kammel (1730-1788)
- Christian Joseph Lidarti (1730-1795)
- Giovanni Meneghetti (ca. 1730-1794)
- Georg von Pasterwitz (1730-1803)
- Antonio Sacchini (1730-1786)
- Christian Cannabich (1731-1798)
- František Xaver Dušek (1731-1799)
- Elisabetta de Gambarini (1731-1765)
- Gaetano Pugnani (1731-1798)
- Carlo Giuseppe Toeschi (1731-1788)
- Pierre Vachon (1731-1803)
- Johann Christoph Friedrich Bach (1732-1795)
- František Xaver Brixi (1732-1771)
- Giuseppe Demachi (1732-ca. 1791)
- Thomas Erskine (1732-1781)
- Johann Christian Kittel (1732-1809)
- Franz Joseph Haydn (1732-1809)
- Gian Francesco de Majo (1732-1770)
- Josina van Aerssen o Josina van Boetzelaer (1733-1787)
- Thomas Sanders Dupuis (1733-1796)
- Anton Filtz o Fils (1733-1760)
- Johann Christian Fischer (1733-1800)
- Benedek Istvánffy (1733-1778)
- Thomas Linley the elder (1733-1795)
- Giacomo Tritto (1733-1824)
- Johann Ernst Altenburg (1734-1801)
- Franz Beck (1734-1809)
- Jean-Jacques Beauvarlet Charpentier (1734-1794)
- Benjamin Cooke (1734-1793)
- François-Joseph Gossec (1734-1829)
- Karl von Ordóñez (1734-1786)
- Jean-Baptiste Rey (1734-1810)
- Luca Sorgo o Luka Sorkočević (1734-1789)
- Ignazio Spergher (1734-1808)
- Johann Christian Bach (1735-1782)
- John Bennett (ca. 1735-1784)
- Giovanni Battista Cervellini (1735-1801)
- John Collett (ca. 1735?-1775) ()
- Johann Gottfried Eckard (1735-1809)
- Mme Papavoine (born ca. 1735; fl. 1755-61)
- Anton Schweitzer (1735-1787)
- Johann Schobert (ca. 1735-1767)
- Ernst Wilhelm Wolf (1735-1792)
- Johann Georg Albrechtsberger (1736-1809)
- Hélène-Louise Demars (born ca. 1736)
- Carl Friedrich Fasch (1736-1800)
- Ignaz Fränzl (1736-1811)
- Johann Christoph Kellner (1736-1803)
- Antonio Tozzi (1736-1812)
- Michael Haydn (1737-1806)
- Philippe-Jacques Meyer (1737-1819) ()
- Josef Mysliveček (1737-1781)
- Friedrich Schwindl (1737-1786)
- Tommaso Giordani (ca. 1738-1806)
- Philip Hayes (1738-1797)
- William Herschel (1738-1822)
- Leopold Hofmann (1738-1793)
- Jean-François Tapray (1738-1819)
- Anna Bon di Venezia (n. ca. 1739, m. dopo il 1767)
- Carl Ditters von Dittersdorf (1739-1799)
- Jan Křtitel Vaňhal o Johann Baptist Waṅhal (1739-1813)
- Duchessa Anna Amalia di Brunswick-Wolfenbüttel (1739-1807)
- Mlle Guerin (born ca. 1739, fl. 1755)
- Agata della Pietà (fl. ca. 1740-ca. 1800)
- Michael Arne (1740-1786)
- Samuel Arnold (1740-1802)
- Joseph Corfe (1740-1820) ()
- Ernst Eichner (1740-1777)
- Luigi Gatti (1740-1817)
- Guillaume Lasceux(1740-1831)
- Elisabeth Olin (1740-1828)
- Giovanni Paisiello (1740-1816)
- Samuel Webbe il Vecchio (1740-1816)
- Johann André (1741-1799)
- François Hippolyte Barthélemon (1741-1808)
- Alexandro Marie Antoin Fridzeri (1741-1819)
- André Grétry (1741-1813)
- Franz Xaver Hammer (1741-1817)
- Honoré Langlé (1741-1807)
- Andrea Luchesi (1741-1801)
- Jean-Paul-Égide Martini (1741-1816)
- Johann Gottlieb Naumann (1741-1801)
- Václav Pichl o Wenzel Pichl (1741-1804)
- Henri-Joseph Rigel (1741-1799)
- Giacomo Rust (1741-1786)
- Luigi Tomasini (1741-1808)
- Anton Zimmermann (1741-1781)
- Jean-Baptiste Davaux (1742-1822)
- Romanus Hoffstetter (1742-1815)
- Jan Křtitel Krumpholtz o Jean-Baptiste Krumpholz (1742-1790)
- Simon Le Duc (1742-1777)
- Vasily Pashkevich (1742-1797)
- Anton Ferdinand Titz o Tietz (1742-1811)
- Maria Carolina Wolf (1742-1820)
- Luigi Boccherini (1743-1805)
- Carlo Franchi (n. ca. 1743, m. dopo il 1779)
- Giuseppe Gazzaniga (1743-1818)
- Franz Nikolaus Novotny (1743-1773)
- João Pedro de Almeida Mota (1744-1817)
- Josef Bárta (ca. 1744-1787)
- Joseph Beer (1744-1811)
- Anne Louise Brillon de Jouy (1744-1824)
- Gaetano Brunetti (1744-1798)
- Marianna von Martines (1744-1812)
- Ekaterina Alekseevna Senjavina (m. 1784)
- Johann Michael Bach (1745-1820)
- Joseph Bengraf o József Bengráf (1745-1791) ()
- Maksim Sozontovič Berezovskij (ca. 1745-1777)
- Luigi Borghi (1745-1806)
- Joseph Boulogne Chevalier de Saint-George (1745-1799)
- João de Sousa Carvalho (1745-ca. 1799)
- Jiří Družecký o Georg Druschetzky (1745-1819)
- Nicolas-Jean Lefroid de Méreaux (1745-1797)
- Johann Peter Salomon (1745-1815)
- Maddalena Laura Sirmen (1745-1818)
- Carl Stamitz (1745-1801)
- Ferdinando Gasparo Turrini (1745-ca. 1820)
- Jan Nepomuk Vent o Johann Wendt (1745-1801)
- Marie Emmanuelle Bayon Louis (1746-1825)
- William Billings (1746-1800)
- Giuseppe Cambini (1746-ca. 1825)
- James Hook (1746-1827)
- Ludwig Wenzel Lachnith (1746-1820)
- Johann Friedrich Peter (1746-1813)
- Giovanni Punto o Jan Václav Stich (1746-1803)
- Joseph Quesnel (1746-1809)
- Felice Alessandri (1747-1798)
- Giovanni Mane Giornovichi o Ivan Mane Jarnović (1747-1804)
- Ivan Khandoshkin (1747-1804)
- Leopold Koželuh (1747-1818)
- Justin Morgan (1747-1798)
- Carl Marianus Paradeiser (1747-1775)
- Johann Abraham Peter Schulz (1747-1800)
- Joachim Albertini (1748-1812)
- Francesco Azopardi (1748-1809)
- Josef Fiala (1748-1816)
- Étienne-Joseph Floquet (1748-1785)
- Emanuel Aloys Förster (1748-1823)
- John Mahon (ca. 1748-1834)
- Christian Gottlob Neefe (1748-1798)
- Theodor von Schacht (1748-1823)
- William Shield (1748-1829)
- Joseph Schuster (1748-1812)
- Henriette Adélaïde Villard Beaumesnil (1748-1813)
- Domenico Cimarosa (1749-1801)
- Jean-Louis Duport (1749-1819)
- Jean-Frédéric Edelmann (1749-1794)
- Johann Nikolaus Forkel (1749-1818)
- Antonín Kraft (ca. 1749-1820)
- Georg Joseph Vogler (1749-1814)
- Polly Young, also known as Maria Barthélemon (1749-1799)
- Marija Zubova (1749-1799)

## Compositori nati tra il 1750 e il 1769
- Vincenta Da Ponte (fl. 1775)
- Giovanni Cifolelli (ca. anni 1750, fl. 1764)
- Elizabeth Anspach (1750-1828)
- Elizabeth Joanetta Catherine von Hagen (1750-1809/1810)
- Antonio Rosetti (ca. 1750-1792)
- Antonio Salieri (1750-1825)
- John Stafford Smith (1750-1836)
- Johannes Matthias Sperger (1750-1812)
- Johann Franz Xaver Sterkel (1750-1817)
- Jean Balthasar Tricklir (1750-1813)
- Giovanni Valentini (ca. 1750-1804)
- Dmytro Stepanovyč Bortnjans'kyj (1751-1825)
- Bartolomeo Campagnoli (1751-1827)
- Giuseppe Giordani, also known as Giordanello (1751-1798)
- Dietrich Ewald von Grotthuß (1754-1786)
- Jan Křtitel Kuchař (1751-1829)
- Jean-Baptiste Lemoyne (1751-1796)
- Maria Anna Mozart (1751-1829)
- Mary Ann Pownall (1751-1796)
- Corona Schröter (1751-1802)
- William Smethergell (1751-1836) ()
- Mary Ann Wrighten (1751-1796)
- Francesco Bianchi (1752-1810)
- Muzio Clementi (1752-1832)
- Georg Friedrich Fuchs (1752-1821)
- Justin Heinrich Knecht (1752-1817)
- Ludwig August Lebrun (1752-1790)
- John Marsh (1752-1828)
- Josef Reicha (1752-1795)
- Johann Friedrich Reichardt (1752-1814)
- Juliane Reichardt (1752-1783)
- Jane Savage (1752/3-1824)
- Nicola Antonio Zingarelli (1752-1837)
- Jean-Baptiste Bréval (1753-1823)
- Nicolas Dalayrac (1753-1809)
- Franz Anton Dimmler (1753-1827)
- Christian Friedrich Ruppe (1753-1826)
- Johann Baptist Schenk (1753-1836)
- Johann Samuel Schroeter o Schröter (1753-1788)
- Pedro Étienne Solère (1753-1817)
- Johan Wikmanson (1753-1800)
- Franz Anton Hoffmeister (1754-1812)
- Vicente Martín y Soler (1754-1806)
- Etienne Ozi (1754-1813)
- Anton Stamitz (1754-1798 o 1809)
- Peter Winter (1754-1825)
- Michèl Yost (1754-1786)
- Maria Theresia Ahlefeldt (1755-1810)
- Mateo Pérez de Albéniz (1755-1831)
- Giuseppe Antonio Capuzzi (1755-1818)
- Giuseppe Ferlendis (1755-1802)
- Federigo Fiorillo (1755-ca. 1823)
- Antoine-Frédéric Gresnick (1755-1799)
- John Christopher Moller (1755-1803)
- Jean-Pierre Solié (1755-1812)
- Giovanni Battista Viotti (1755-1824)
- Franz Grill (ca. 1756-1793)
- Karel Blažej Kopřiva (1756-1785)
- Francesca Lebrun also Franziska Danzi Lebrun (1756-1791)
- Thomas Linley the younger (1756-1778)
- Wolfgang Amadeus Mozart (1756-1791)
- Joseph Martin Kraus (1756-1792)
- Alexander Reinagle (1756-1809)
- Vincenzo Righini (1756-1812)
- Mikhail Sokolovsky (n. 1756, m. dopo il 1795)
- Daniel Gottlob Türk (1756-1813)
- Jan Wański (1756-1830)
- Pavel Vranický o Paul Wranitzky (1756-1808)
- Luigi Antonio Calegari (1757-1828)
- Ignace Pleyel (1757-1831)
- Alessandro Rolla (1757-1841)
- Harriett Abrams (1758-1821)
- Josepha Barbara Auernhammer (1758-1820)
- Frédéric Blasius (1758-1829)
- Benedikt Schack o Benedikt Žák (1758-1826)
- Carl Siegemund Schönebeck (n. 1758, m. 1806 o dopo)
- Carl Friedrich Zelter (1758-1832)
- Marianna von Auenbrugger (1759-1782)
- Wilhelm Friedrich Ernst Bach (1759-1845)
- François Devienne (1759-1803)
- Johann Christian Friedrich Haeffner (1759-1833)
- Franz Krommer (1759-1831)
- Maria Theresia von Paradis (1759-1824)
- Maria Rosa Coccia (1759-1833)
- Sophia Maria Westenholz (1759-1838)
- Luigi Cherubini (1760-1842)
- Adelbert Dankowski (ca. 1760-ca. 1836)
- Jan Ladislav Dussek (1760-1812)
- Francesco Gardi (ca. 1760-ca. 1810)
- Jean-François Le Sueur o Lesueur (1760-1837)
- Franz Christoph Neubauer (ca. 1760-1795)
- Angelo Tarchi (1760-1814)
- Gaetano Valeri (1760-1822)
- Johann Rudolf Zumsteeg (1760-1802)
- Marie-Elizabeth Cléry (n. 1761, m. dopo il 1795)
- Yevstigney Fomin (1761-1800)
- Pierre Gaveaux (1761-1825)
- Friedrich Ludwig Æmilius Kunzen (1761-1817)
- Erik Tulindberg (1761-1814)
- Antonín Vranický o Anton Wranitzky (1761-1820)
- Adelheid Maria Eichner (1762-1787)
- Jane Mary Guest (1762-1846)
- Jakob Haibel (1762-1826)
- Friedrich Franz Hurka (1762-1805)
- Feliks Janiewicz (1762-1848)
- Jérôme-Joseph de Momigny (1762-1842)
- Marcos António Portugal (1762-1830)
- Stephen Storace (1762-1796)
- Franz Tausch (1762-1817)
- Ann Valentine (1762-1842)
- Johann Andreas Amon (1763-1825)
- Franz Danzi (1763-1826)
- Sébastien Demar (1763-1832)
- Domenico Dragonetti (1763-1846)
- Giacomo Gotifredo Ferrari (1763-1842)
- Vojtech Matyáš Jírovec o Adalbert Gyrowetz (1763-1850)
- Jean-Xavier Lefèvre (1763-1829)
- Johann Simon Mayr (1763-1845)
- Étienne Nicolas Méhul (1763-1817)
- Niccolò Moretti (1763-1821)
- Matthew Camidge (1764-1844)
- Franz Lauska (1764-1825)
- Valentino Fioravanti (1764-1837)
- Helene de Montgeroult (1764-1836)
- John Addison (ca. 1765-1844)
- Thomas Attwood (1765-1838)
- Anton Eberl (1765-1807)
- Joseph Leopold Eybler (1765-1846)
- Friedrich Heinrich Himmel (1765-1814)
- Michał Kleofas Ogiński (1765-1833)
- Jakub Jan Ryba (1765-1815)
- Daniel Steibelt (1765-1823)
- Vincent Houška (1766-1840)
- Rodolphe Kreutzer (1766-1831)
- Anne-Marie Krumpholtz (1766-1813)
- Ignaz Ladurner (1766-1839)
- Franz Süssmayr (1766-1803)
- Joseph Weigl (1766-1846)
- Samuel Wesley (1766-1837)
- Caroline Wuiet (1766-1835)
- Henri Montan Berton (1767-1844)
- Amélie-Julie Candeille (1767-1834)
- Ferdinand Fränzl (1767-1833)
- José Maurício Nunes Garcia (1767-1830)
- August Eberhard Müller (1767-1817)
- Wenzel Müller (1767-1835)
- Andreas Jakob Romberg (1767-1821)
- Bernhard Romberg (1767-1841)
- Johannes Spech (1767?-1836)
- Artemy Vedel (1767-1808)
- Johann Georg Heinrich Backofen (1768-1830?)
- Carlos Baguer (1768-1808)
- Elizabeth Billington (ca. 1768-1818)
- Benjamin Carr (1768-1831)
- Margarethe Danzi (1768-1800)
- Domenico Della-Maria (1768-1800)
- Carel Anton Fodor (1768-1846)
- Carl Andreas Goepfert (Göpfert) (1768-1818)
- Filippo Gragnani (1768-1820)
- Louis-Emmanuel Jadin (1768-1853)
- Samuel Webbe il Giovane (1768-1843)
- Bonifazio Asioli (1769-1832)
- Cecilia Maria Barthélemon (ca. 1769-1840)
- Maria Theresa Bland (ca. 1769-1838)
- Kateřina Veronika Anna Dusíkova (1769-1833)
- Józef Elsner (1769-1854)
- Giuseppe Farinelli (1769-1836)
- Francesco Gnecco (1769-ca. 1810)
- Johann Georg Lickl (1769-1843)
- Alexey Nikolayevich Titov (1769-1827)
- Madame Ravissa (fl. 1778; m. 1807)

## Compositori nati dopo il 1770
- Fryderyk Chopin (1810-1849)
- João José Baldi (1770-1816)
- Ludwig van Beethoven (1770-1827)
- Ferdinando Carulli (1770-1841)
- Antonio Del Fante (1770-1822)
- Édouard Du Puy (1770-1822)
- Peter Hänsel (1770-1831)
- James Hewitt (1770-1827)
- Antonín Reicha (1770-1836)
- Christian Heinrich Rinck (1770-1846)
- Jan August Vitásek (1770-1839)
- Adam Valentin Volckmar (1770-1851) ()
- Friedrich Witt (1770-1836)
- Johann Baptist Cramer (1771-1858)
- Mme Delaval (fl. 1791-1802)
- Ferdinando Paër (1771-1839)
- Johann Joseph Rösler (1771-1813)
- Antonio Casimir Cartellieri (1772-1807)
- Lucile Grétry (1772-1790)
- Principe Luigi Ferdinando di Prussia (1772-1806)
- Maria Frances Parke (1772-1822)
- François-Louis Perne (1772-1832)
- Josef Triebensee (1772-1846)
- Johann Wilhelm Wilms (1772-1847)
- Sophie Bawr (1773-1860)
- Pietro Generali (1773-1832)
- Wenceslaus Matiegka (1773-1830)
- Joseph Wölfl (1773-1812)
- Bartolomeo Bortolazzi (1773-1820)
- Pierre Rode (1774-1830)
- Gaspare Spontini (1774-1851)
- Václav Jan Křtitel Tomášek (1774-1850)
- Christoph Ernst Friedrich Weyse (1774-1842)
- Johann Anton André (1775-1842)
- François-Adrien Boieldieu (1775-1834)
- João Domingos Bomtempo (1775-1842)
- Maria Brizzi Giorgi (1775-1822)
- Bernhard Henrik Crusell (1775-1838)
- Sophia Corri Dussek (1775-1847)
- Margaret Essex (1775-1807)
- François de Fossa (1775-1849)
- Sophie Gail (1775-1819)
- Nicolas Isouard (1775-1818)
- José Ángel Lamas (1775-1814)
- Maria Hester Park (1775-1822)
- Ernst Theodor Amadeus Hoffmann (1776-1822)
- Hyacinthe Jadin (1776-1800)
- Joseph Küffner (1776-1856)
- Philipp Jakob Riotte (1776-1856)
- Ignaz von Seyfried (1776-1841)
- Ludwig Berger (1777-1839)
- Pauline Duchambge (1778-1858)
- Johann Nepomuk Hummel (1778-1837)
- Sigismund Neukomm (1778-1858)
- Fernando Sor (1778-1839)
- Joachim Nicolas Eggert (1779-1813)
- William Knyvett (1779-1856)
- Louise Reichardt (1779-1826)
- Luigi Antonio Calegari (1780-1849)
- Konradin Kreutzer o Kreuzer (1780-1849)
- Louis François Dauprat (1781-1868)
- Anton Diabelli (1781-1858)
- Mauro Giuliani (1781-1829)
- Anthony Philip Heinrich (1781-1861)
- Sophie Lebrun (1781-1863)
- François Joseph Naderman (1781-1835)
- Karl Stefan Aichelburg (1782-1817)
- Daniel Auber (1782-1871)
- Carlo Coccia (1782-1873)
- John Field (1782-1837)
- Niccolò Paganini (1782-1840)
- Charlotta Seuerling (1782-1828)
- Friedrich Dotzauer (1783-1860)
- Teresa Belloc-Giorgi (1784-1855)
- Martin-Joseph Mengal (1784-1851)
- Francesco Morlacchi (1784-1841)
- George Onslow (1784-1853)
- Ferdinand Ries (1784-1838)
- Louis Spohr (1784-1859)
- Alexandre Pierre François Boëly (1785-1858)
- Bettina Brentano von Arnim (1785-1859)
- Catherina Cibbini-Kozeluch (1785-1858)
- Isabella Colbran (1785-1845)
- Karol Kurpiński (1785-1857)
- George Pinto (1785-1806)
- Fanny Krumpholtz Pittar (1785-1815)
- Marie Bigot (1786-1820)
- Henry Rowley Bishop (1786-1855)
- Friedrich Kuhlau (1786-1832)
- Pietro Raimondi (1786-1853)
- Le Sénéchal de Kerkado (1786-1805)
- Carl Maria von Weber (1786-1826)
- Aleksandr Aleksandrovič Aljab'ev (1787-1851)
- Michele Carafa (1787-1872)
- Johann Peter Pixis (1788-1874)
- Simon Sechter (1788-1867)
- Elena Asachi (1789-1877)
- Nicolas Bochsa (1789-1856)
- Frederic Ernst Fesca (1789-1826)
- Maria Agata Szymanowska (1789-1831)
- Harriet Browne (1790-1858)
- Carl Czerny (1791-1857)
- Louis Joseph Ferdinand Herold (1791-1833)
- Giacomo Meyerbeer (1791-1864)
- Franz Xaver Mozart (1791-1844)
- Carlo Evasio Soliva (1791-1853)
- Jan Václav Voříšek (1791-1825)
- Gioachino Rossini (1792-1868)
- Hedda Wrangel (1792-1833)
- Gertrude van den Bergh (1793-1840)
- Bernhard Klein (1793-1832)
- Caroline Ridderstolpe (1793-1878)
- Principessa Amalia di Sassonia (1794-1870)
- Ignaz Moscheles (1794-1870)
- Saverio Mercadante (1795-1870)
- Franz Berwald (1796-1868)
- Helene Liebmann (1796-1835)
- Johann Carl Gottfried Loewe (1796-1869)
- Mathilda d'Orozco (1796-1863)
- Giovanni Pacini (1796-1867)
- Emilie Zumsteeg (1796-1857)
- Luigi Castellacci (1797-1845)
- Gaetano Donizetti (1797-1848)
- Franz Schubert (1797-1828)
- Annette von Droste-Hülshoff (1797-1848)
- Antonio Rolla (1798-1837)
- Olivia Buckley (1799-1847)
- Maria Fredrica von Stedingk (1799-1868)
- Fromental Halévy (1799-1862)
- Re Oscar I di Svezia (1799-1859)
- Juan Crisóstomo de Arriaga (1806-1826)